# Pleurothallis fantastica
Pleurothallis fantastica är en orkidéart som beskrevs av Oakes Ames. Pleurothallis fantastica ingår i släktet Pleurothallis och familjen orkidéer.
Artens utbredningsområde är Costa Rica. Inga underarter finns listade i Catalogue of Life.